# Alteon WebSystems
Alteon WebSystems (originalmente Alteon Networks, Inc.) es una división de Radware que produce controladores de entrega de aplicaciones.
Alteon fue adquirida por Nortel Networks el 4 de octubre de 2000.El 22 de febrero de 2009, Nortel Networks vendió la línea de conmutación de aplicaciones Alteon a Radware.

## Historia
Alteon Networks fue fundada en 1996 por Mark Bryers, John Hayes, Ted Schroeder y Wayne Hathaway. Los inversores iniciales de capital riesgo fueron Matrix Partners y Sutter Hill Ventures. Dominic Orr se convirtió en director ejecutivo en octubre de 1996.
Alteon introdujo productos innovadores como el ACEswitch 180, que fue el primer switch de red en ofrecer Ethernet con velocidad seleccionable, 10/100 o 1000 Mbit/s, en cada puerto mediante autonegociación. Su switch ACEdirector de Capa 4-7 fue diseñado como un front-end de servicios integrados y balanceador de carga para servidores. También introdujeron los Tramas Jumbo (de hasta 9,000 bytes) con sus adaptadores ACEnic, los cuales eran compatibles con sus switches.
Además de switches para servidores, Alteon produjo en 1997 el primer controlador de interfaz de red (NIC) que utilizaba Gigabit Ethernet (demostrado en la feria comercial Networld + Interop en septiembre de 1996).La tercera generación de NICs de Gigabit Ethernet de Alteon (con nombre en clave "Tigon") se convirtió en la base de la familia de controladores Ethernet de Broadcom (serie BCM570x)y ha superado los 60 millones de unidades distribuidas. Fue utilizada en adaptadores de bajo costo de fabricantes como 3Com.
En julio de 2000, Nortel Networks anunció que compraría Alteon por 6 mil millones de dólares en acciones. El acuerdo se había anunciado originalmente con un valor de 7.8 mil millones de dólares, pero el mercado bursátil cayó antes de que se cerrara en octubre.Nortel integró los productos ACEDirector y ACESwitch en su línea de productos Personal Internet, pero un año después las ventas se habían desacelerado.El 22 de febrero de 2009, Nortel Networks anunció que vendería la línea de conmutación de aplicaciones Alteon a Radware por 17.65 millones de dólares.
En noviembre de 2013, Radware anunció el Alteon NG, comercializado como un controlador de entrega de aplicaciones.